# Bombarda (registro d'organo)
La bombarda è un particolare registro dell'organo.

## Struttura
La bombarda è un registro ad ancia, generalmente presente nella pedaliera con le misure da 8', 16' o 32' (quest'ultima, tuttavia, prende il nome di controbombarda), e nei manuali con le misure da 8', 16', o, molto raramente, 4'. Di origini tipicamente francesi, i suoi risuonatori sono costituiti da piramidi in legno rovesciate.
Nell'organaria francese la bombarda costituisce, insieme alla tromba e al clarone, la cosiddetta batterie d'anches. Poiché, per produrre suoni potenti e squillanti, questi registri hanno bisogno di una notevole pressione dell'aria, negli organi più grandi è a volte presente una vera e propria tastiera indipendente, chiamata Clavier de Bombarde, sulla quale è possibile suonare la batterie d'anches senza far perdere pressione all'aria utilizzata dagli altri registri.
La bombarda produce un suono simile a quello del registro del trombone, da quale si differenzia per una corposità più marcata, determinata dalla presenza della doppia (talvolta anche tripla) ancia e dalle tube, che sono costruite in legno e hanno sezione quadrata anziché rotonda. 
Peter Williams descrive la bombarda come un registro francese da 16' apparso per la prima volta nel 1587, ma Fenner Douglass afferma che la bombarda da 16' sia apparsa solamente nel 1690.
È anche conosciuta come Pommer in Germania o Bombarde in Francia.